# Municipio de Washington (condado de Harlan)
El municipio de Washington (en inglés: Washington Township) es un municipio ubicado en el condado de Harlan en el estado estadounidense de Nebraska. En el año 2010 tenía una población de 61 habitantes y una densidad poblacional de 0,65 personas por km².

## Geografía
El municipio de Washington se encuentra ubicado en las coordenadas 40°13′12″N 99°20′56″O / 40.22000, -99.34889. Según la Oficina del Censo de los Estados Unidos, el municipio tiene una superficie total de 93.21 km², de la cual 93,21 km² corresponden a tierra firme y (0 %) 0 km² es agua.

## Demografía
Según el censo de 2010, había 61 personas residiendo en el municipio de Washington. La densidad de población era de 0,65 hab./km². De los 61 habitantes, el municipio de Washington estaba compuesto por el 100 % blancos. Del total de la población el 8,2 % eran hispanos o latinos de cualquier raza.